# Жінка біля моря
«Жінка біля моря» (робоча назва «Чайки») — не випущений німий фільм 1926 року запланований компанією Chaplin Film Company, на разі вважається втраченим. Продюсером фільму був Чарлі Чаплін.

## Сюжет
Джоан і Магдалена — дочки рибалки. Магдалена залишає свого нареченого, Пітера, і втікає у велике місто. Джоан і Пітер вирішили одружитися. Повернення Магдалени через рік викликає проблеми для шлюбу, але Джоан і Пітер залишаються разом до кінця.

## У ролях
- Една Первіенс — Джоан
- Реймонд Блумер — Пітер, рибалка
- Чарльз К. Френч — батько
- Ів Саузерн — Магдалена
- Гейн Вайтмен — письменник з міста